# Sébastien Patrice
Sébastien Patrice (Marsiglia, 7 aprile 2000) è uno schermidore francese, specialista della sciabola.

## Biografia
Ha un fratello maggiore, Jean-Philippe, anch'egli sciabolatore. È un riservista della Police nationale.

## Carriera
Nel 2024 ha vinto la medaglia di bronzo nella sciabola a squadre alle Olimpiadi di Parigi, assieme a Boladé Apithy, Maxime Pianfetti e al fratello Jean-Philippe, sconfiggendo per 45-25 l'Iran.

## Palmarès
- Giochi olimpici

Parigi 2024: bronzo nella sciabola a squadre.
- Europei

Plovdiv 2023: bronzo nella sciabola individuale.
- Giochi mondiali universitari

Napoli 2019: bronzo nella sciabola a squadre.
- Giochi europei

Cracovia 2023: oro nella sciabola a squadre.
- Mondiali giovanili

Verona 2018: argento nella sciabola individuale.
- Europei juniores

Foggia 2019: oro nella sciabola a squadre.
Soči 2018: oro nella sciabola a squadre; argento nella sciabola individuale.